# پلاچکوفتسی
پلاچکوفتسی شهری در استان گابرووو کشور بلغارستان است که جمعیت آن در سال ۲۰۰۱ میلادی ۲٬۰۴۳ نفر بوده‌است.